# Стеценко Кирило Григорович
Кирило Григорович Стеценко (12 (24) травня 1882, Квітки — 29 квітня 1922, Веприк) — український композитор, хоровий диригент і громадський діяч, протоієрей УАПЦ. Засновник Республіканської капели УНР.
Батько композитора і скрипаля Вадима Стеценка. Дід скрипаля Кирила Вадимовича Стеценка.

## Життєпис
Народився у Квітках в багатодітній родині іконописця Григорія Михайловича Стеценка.
Від батька Кирилові передалися здібності художника, а від матері, Марії Іванівни Стеценко, до шлюбу Горянської, любов до музики. У 9-річному віці хлопець ознайомився з нотною грамотою та співом у хорі.
Дядько по матері, Данило Горянський, випускник Київської духовної академії, помітив мистецькі здібності Кирила й допоміг вступити до бурси при Софіївському соборі та художньої школи Миколи Мурашка у 1892 році. Від 1897 року Кирило навчався в Київській духовній семінарії та працював помічником регента Михайлівського монастиря Івана Аполлонова. Монастир мав велику бібліотеку. Саме там майбутній композитор познайомився із вітчизняною хоровою класикою. Теорії співу і музики він вчився в духовній академії у професора співу Василя Петрушевського, а теорії і гармонії музики вчився у свого найближчого приятеля Сергія Тележинського.
У 1899 році Кирило Григорович знайомиться з Миколою Лисенком та подорожує по Україні з його капелою як учасник хору та помічник диригента. Після закінчення 1903 року духовної семінарії композитор працює вчителем музики і співу в Київській церковно-учительській школі. Через рік продовжує навчання у школі київського відділення Російського музичного товариства в класі Євгена Риба. А після відкриття музично-драматичної школи імені М. Лисенка переводиться в клас теорії та композиції до Григорія Любомирського.

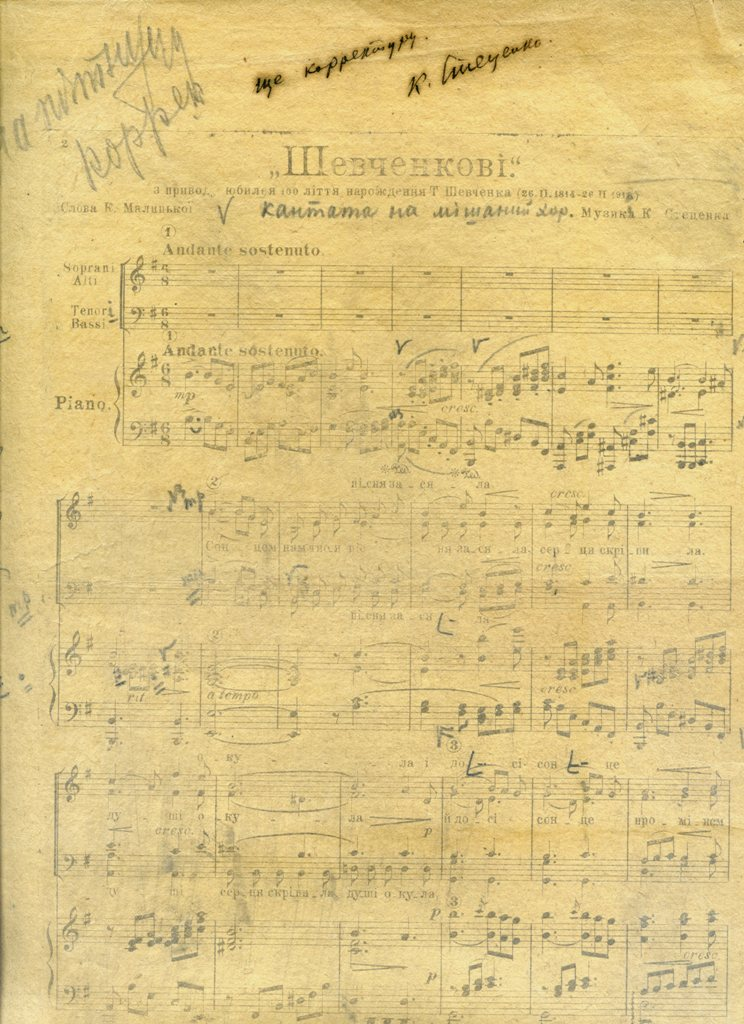
«Шевченкові». Кантата для мішаного хору у супроводі фортепіано на слова Костянтини Малицької, написана до 100-річчя від дня народження Т. Шевченка. 1914 року.

У 1907 році Стеценка було заарештовано за участь у підпільній громадській діяльності та переведено на роботу до Олександрівська-Грушевського. Втім, за сприяння друзів, незабаром він переїздить до Білої Церкви, де працює вчителем співу в місцевій гімназії. В цей час його увагу поглинає педагогічна діяльність. За його авторства з'являються шкільні пісенні збірки — «Луна», «Шкільний співаник» в 3-х частинах. Водночас розробляє педагогічну систему, метою котрої є поступове оволодіння музичною грамотою в комплексі з навичками сольного та хорового співу. Публікується в газеті «Рада», спільно з Олексою Коваленком організовує нотне видання «Кобза», співпрацює з журналом «Боян».
У 1909 році Кирило Григорович повертається до Києва. В цей час композитор тісно пов'язаний з театральним життям міста. В полі його зору постановки труп Трохима Колесниченка та Миколи Садовського. Для колективів пише музику до спектаклів: «Бувальщина», «Сватання на Гончарівці» та інших.
Відсутність постійного місця роботи змушують композитора 1910 року переїхати до Тиврова, де він працює вчителем співів у місцевому духовному училищі. У містечку Стеценко пише кантати «Єднаймося», «Шевченкові», «Літургію св. Іоана Златоуста», хори, романси, обробки колядок та щедрівок. У Тиврові також знайомиться із Миколою Леонтовичем та Яковом Степовим. 26 жовтня (8 листопада за новим стилем) 1911 року Кирило Григорович у справах прибув із Тиврова у губернське місто Кам'янець-Подільськ і поселився в готелі «Петербурзький».
4 (17) жовтня 1911 року вчителя Тиврівського духовного училища, який закінчив курс духовної семінарії, Кирила Стеценка висвятили та призначили на місце священника до Хрестовоздвиженської церкви села Голово-Русави Ямпільського повіту Подільської губернії (нині північна частина села Олександрівка Томашпільського району Вінницької області). Його попередник — священник Симеон Зеленецький — помер 7 (20) березня 1911 року. 5 (18) вересня 1917 року Кирила Стеценка переміщено в село Красногірка того ж Ямпільского повіту, а місце священника в Голово-Русаві зайняв священник Красногірки Іларіон Лисецький.

### Під час та після 1-х Визвольних змагань

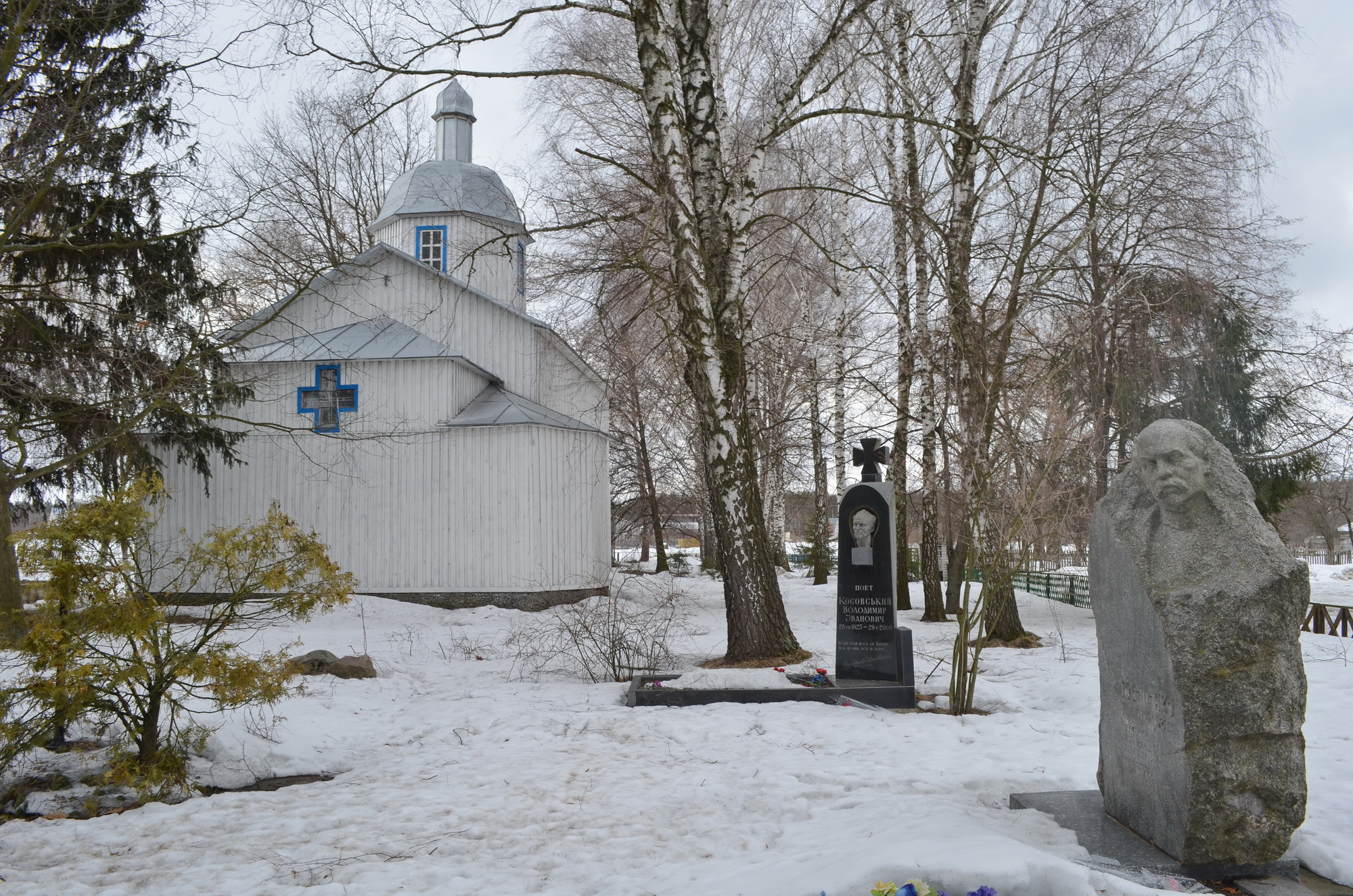
Могила українського композитора Кирила Стеценка у с. Веприк

Від 1917 року Кирило Стеценко працював у Києві в музичному відділі Міністерства Освіти УНР. За часів Української Держави працює в музичному відділі «Дніпросоюзу», котрий фінансував Симон Петлюра, де займається розробкою нових освітніх проєктів, активною організаційною діяльністю, піклується про створення хорових колективів. Виступив засновником Народного хору, двох капел, на основі яких згодом виникла капела «Думка», Республіканської капели. З червня 1919 року призначений урядом головноуповноваженим по організації музичних колективів держави. Диригував хором під час урочистостей з нагоди проголошення Акту Злуки — були виконані «Молитва за Україну», «Вічний революціонер» та інші твори. В цей час зростає творча активність композитора. Він пише кантату «У неділеньку святую», музику до поеми «Гайдамаки», велику кількість хорів та романсів.
1920 року Кирило Стеценко здійснює подорож по Україні з Другою мандрівною капелою. Гастролі тривали з 8 вересня по 10 листопада і були дуже нелегкими в силу нестабільної ситуації в країні, однак Стеценко, за свідченнями Тичини, зберігав спокій і підтримував дух капели: «Під откос, так під откос — і там співать будем». Повернувшись, він застає ліквідованою музично-хорову секцію. Легалізуватися та влаштуватися офіційно вдалося лиш Першій мандрівній капелі Нестора Городовенка. Змушений дбати про матеріальне забезпечення сім'ї, композитор переїжджає до Веприка, де отримує парафію. У жовтні 1921 року брав участь у Першому Всеукраїнському церковному соборі, який підтвердив автокефалію УАПЦ. Організовує сільський хор та виступає з ним по селах Київщини. Останньою значною стала робота композитора над оперою «Іфіґенія в Тавриді» за однойменною драмою Лесі Українки. Навесні 1922 року, коли в країні лютували епідемії, у Веприк прийшов тиф. Причащаючи хворого селянина, Стеценко захворів. Не здужавши подолати хворобу, помер у Веприку 29 квітня 1922 року, де і похований біля Церкви Святої Параскеви. Надгробний пам'ятник роботи скульптора Галини Кальченко.

## Музично-педагогічна діяльність

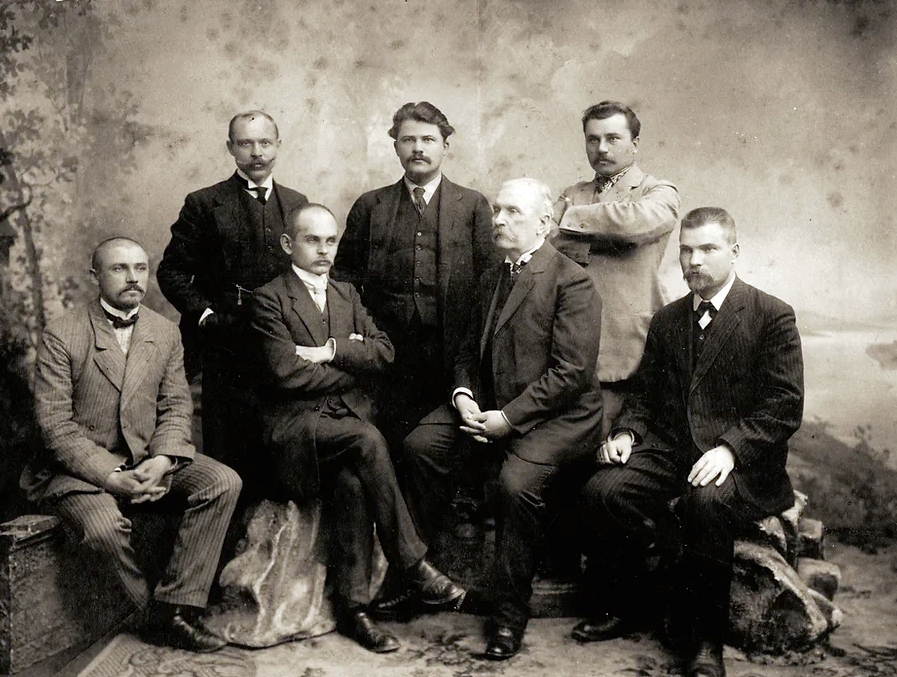
Українські діячі хорової справи, 1910-12 рр. Сидять: Арсен Бакалінський, Кирило Стеценко, Микола Лисенко, Яків Гулак-Артемовський; стоять: Олександр Кошиць, Олександр Коваленко, К. Гончар.

Значне місце у творчому житті Кирила Стеценка займала його педагогічна діяльність. Його прізвище вже за його життя називали серед прізвищ відомих музичних педагогів. У віці 39 років митець провадив активну педагогічну практику. Таким чином, педагогічні ідеї Кирила Стеценка формувалися під безпосереднім впливом дійсності. Як педагог Кирило Стеценко значно приклався до національної методики викладання музики та співу, він досліджував проблеми цілісної системи музичного виховання — від дошкільних закладів до вишів.
Під час літніх канікул Кирило Стеценко викладав співи на короткотермінових периферійних учительських курсах (в Таращі, Лубнах, Білій Церкві), які відбувались з метою підвищення методичного рівня народних. У процесі тісного спілкування з учителями народних шкіл він збагнув специфіку й потреби шкільної музичної освіти — призвело до посиленої уваги до проблем дитячого музичного виховання.
Чи не найбільше Стеценка турбує музично-естетичне виховання дітей у початковій школі. Він вважав, що для розквіту культури та мистецтва треба підготувати наукових дослідників народної творчості, провідників культури в широкі маси народу — перш за все через школи. Вчителів музики i співів, які несли б культуру в широкі маси народу, передусім через школи, повинні, на думку Стеценка, готувати консерваторії.
За мету Кирило Стеценко ставив виховання молодого покоління на основі «художніх почуттів, природного прагнення краси як вічної правди».
Особливу увагу він звертав на загальну доступність та обов'язковість естетичного виховання, науковість знань, відповідність дидактичного матеріалу віковим та психологічним особливостям дітей.

## Творчість

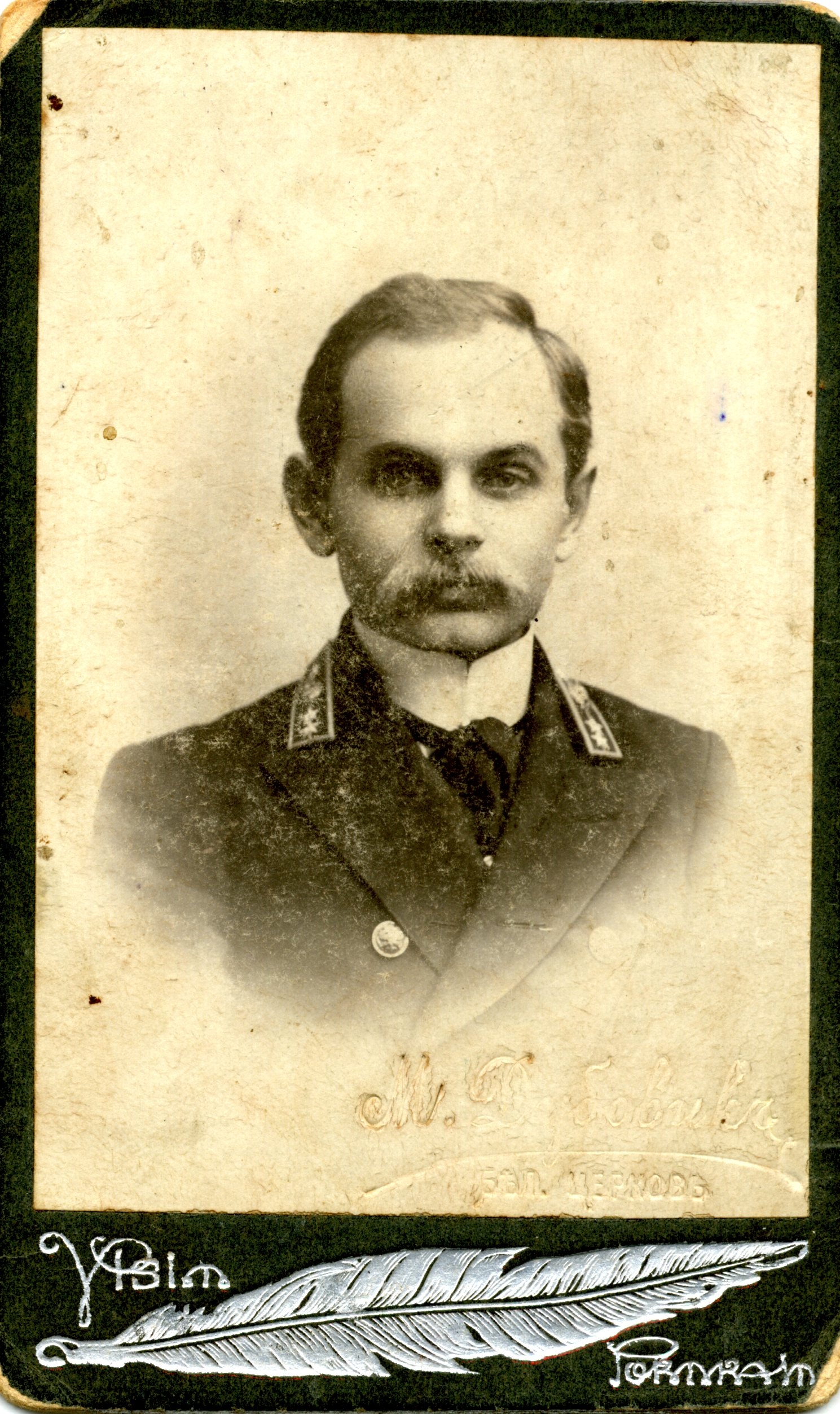
Кирило Стеценко, 1908/9

Своєю творчістю й діяльністю Стеценко був продовжувачем національного напряму української музики, започаткованого Миколою Лисенком. Він віддавав перевагу хоровим, вокально-інструментальним, оперним жанрам, музиці до театральних вистав і обробкам народних пісень. Все своє життя присвятив справі музичної освіти. Людина творчо обдарована, тонкого художнього світосприйняття, Кирило Стеценко посів особливе місце в історії української музики як композитор, який підсумував досягнення своїх попередників і відкрив нові шляхи розвитку музичного мистецтва України післяжовтневого періоду.
Своєрідна краса музичного вислову у поєднанні з прийомами і технікою, притаманними композиторам нової генерації ХХ ст., полягала у використанні народно-пісенних мотивів, які не зафіксовано цитатами, а оригінально, по-авторськи впліталися в канву його творів. У перших обробках народних пісень, виданих у репертуарній збірочці для сім'ї і школи «Луна» разом з високохудожніми обробками М. Лисенка, Олександра Кошиця і Миколи Леонтовича, вже відчутно окреслились особливості індивідуального стилю Кирила Григоровича.
Доробок композитора за різних періодів його життя поповнювався творами патріотично-піднесеного характеру з опорою на інтонації революційних пісень (хори «Заповіт» на слова Т. Шевченка, «Сон» на вірші П. Грабовського), він прагнув до відтворення у кантатах і хорових поемах важливих подій з народного життя (кантата «Єднаймося» на вірші І. Франка, поема «Рано-вранці новобранці» на вірші Т. Шевченка)
У його творчості важливе місце посідають солоспіви (понад 30) на слова Тараса Шевченка, Івана Франка, Лесі Українки, Олександра Олеся та інших. Багатогранна хорова музика Стеценка: церковні твори (дві літургії, панахида), кантати, хори («Усе жило», «Веснонько-весно», «То була тихая ніч» та інші), а капела та з фортепіанним супроводом, обробки українських народних пісень. Музика до п'єс («Сватання на Гончарівці» Григорія Квітки-Основ'яненка, «Про що тирса шелестіла…» Спиридона Черкасенка, «Бувальщина» А. Велисовського), опери (не закінчені «Полонянка», «Кармелюк»), драматична сцена «Іфіґенія в Тавриді» за драмою Лесі Українки, музика до поеми Т. Шевченка «Гайдамаки», дитячі опери («Івасик-Телесик», «Лисичка, Котик і Півник»). Стеценко — автор шкільних співаників. Суспільне визнання композитор здобув як автор церковної музики. Найвищими його досягненнями вважаються «Літургія Св. Іоана Золотоуста», «Всенощна» та «Панахида», присвячена пам'яті М. Лисенка.
Кирило Стеценко пройшов шлях від учителя гімназії і регента хору духовної семінарії до священника. Але яку б посаду він не обіймав, завжди ніс до людей розуміння краси і добра — того, що дає справжнє мистецтво.

### Обране
- Панахида
- Херувимська
- Милість спокою
- Єднаймося
- Рано-вранці новобранці
- Шевченкові
- Літургія св. Іоана Златоуста
- У неділеньку святую
- Гайдамаки

## Записи творів Кирила Стеценка
- Альбом проєкту Павла Гуньки «Українські мистецькі пісні»
  - «Кирило Стеценко» / (Kyrylo Stetsenko, 2 CDs, 42 твори).
  - THE ART SONGS | KYRYLO STETSENKO — КИРИЛО СТЕЦЕНКО https://youtube.com/playlist?list=PLn1v9Qs7hKT6p6JldZka1Z2ZJ_jbtbL6x

Музичний фільм «Кирило Стеценко. Милість миру» 2023. Проєкт, реалізований Івано-Франківським обласним відділенням Національної всеукраїнської музичної спілки спільно з камерним хором «Воскресіння» до 140-річнці від дня народження композитора.

## Фонд у ЦДАМЛМ України
Особовий фонд Кирила Стеценка в Центральному державному архіві-музеї літератури і мистецтва України містить автографи композитора та авторські коректури, листування, біографічні документи, фотографії тощо.
Протокол засідання експертно-оціночної комісії ЦДАМЛМ УРСР від 3 липня 1968 містить повідомлення співробітника архіву-музею Л. К. Забарило:
| Син композитора Стеценка К. Г. Вадим Кирилович Стеценко запропонував купити матеріали батька: рукописи нот (друкованих і недрукованих) – 106 аркушів; 19 давніх дуже цікавих фотографій, записку Стеценка, 3 листи Козицького, друковані ноти. |
Документи, що були оцінені у 450 крб., передали до ЦДАМЛМ діти композитора — Вадим та Анастасія. До 1973 року родина К. Г. Стеценка подарувала архіву-музею декілька інших документів та видань, які доповнили зібрання.
У 1977 році «Шкільний співанник» (1918) разом з доповіддю «Українська пісня в народній школі» (1917) були вилучені з основного фонду та передані на таємне зберігання, а в 1990 ці роботи композитора були повернені на загальне зберігання.
У вересні 2014 частина документів з фонду були представлені у рамках віртуального проекту ЦДАМЛМ України «АРХІВажлива СПРАВА».

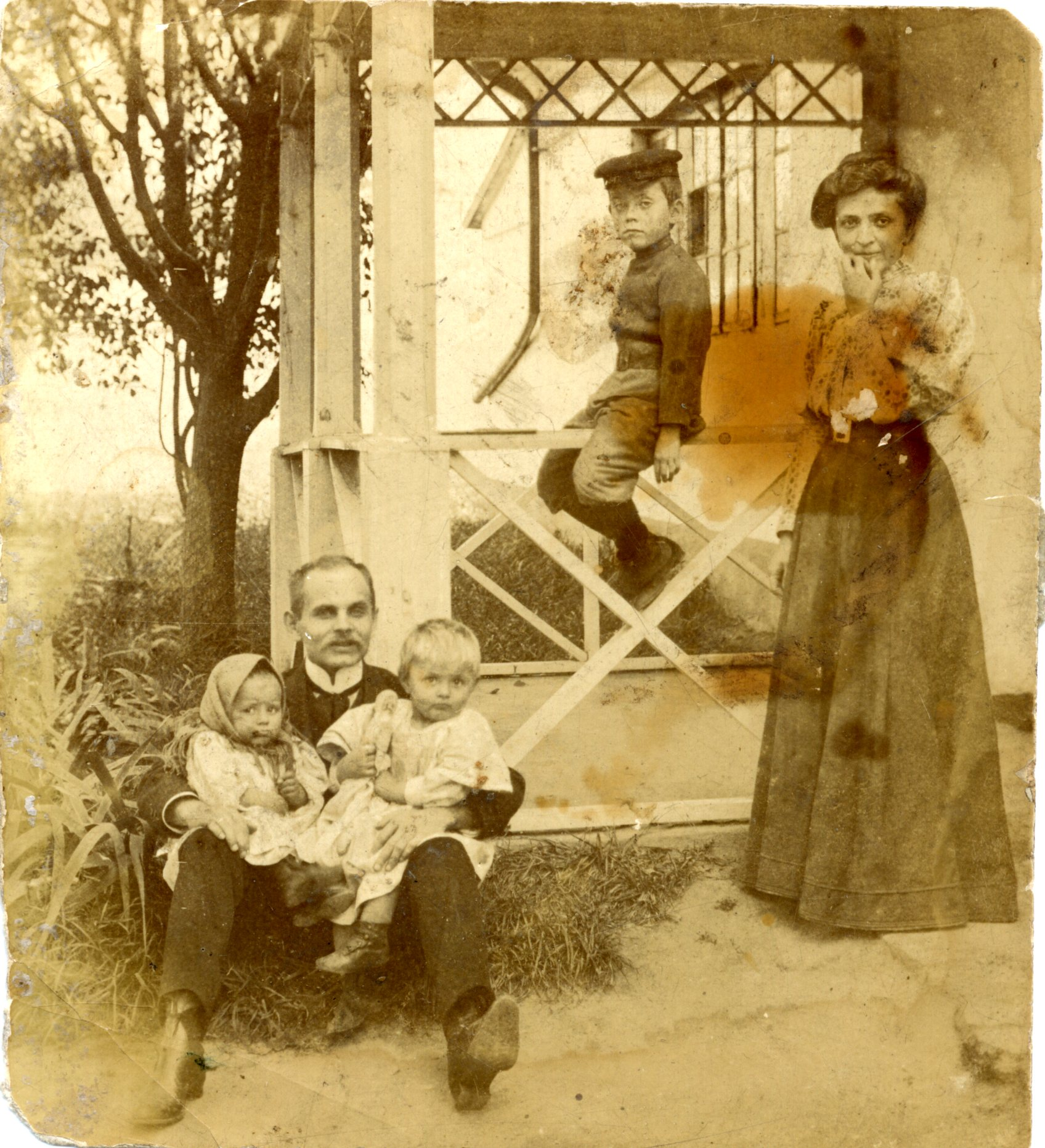
К. Г. Стеценко з дружиною та дітьми у Білій Церкві. 1908/9.
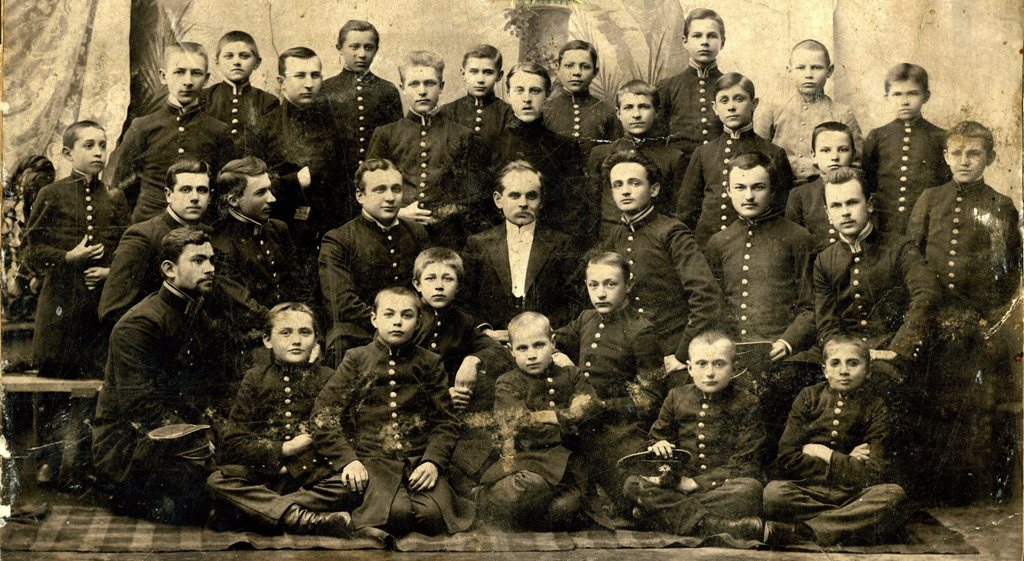
К. Г. Стеценко серед хористів чоловічої гімназії. Біла Церква, 1908 р.
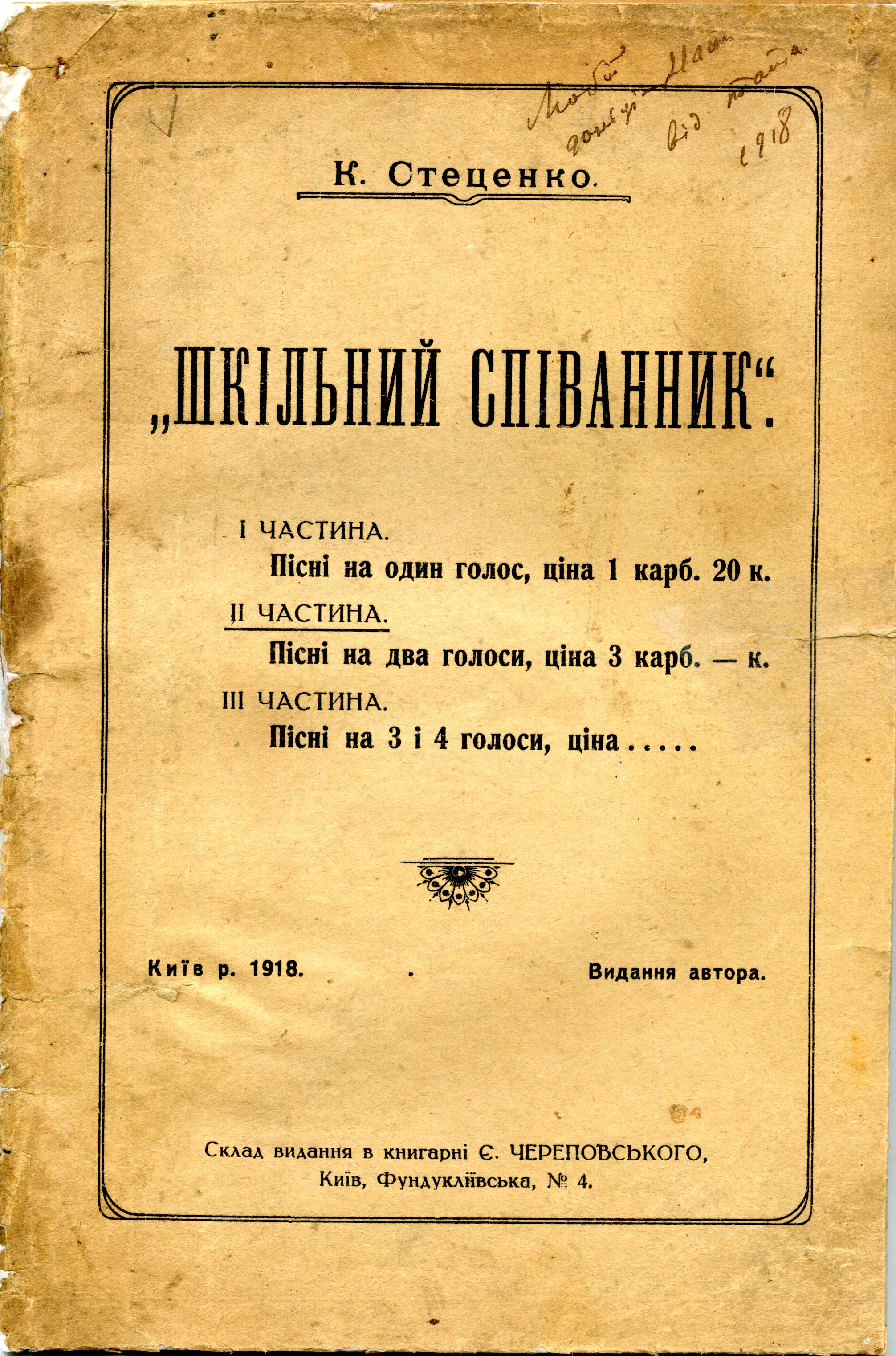
К. Стеценко. «Шкільний співанник». ІІ частина: Пісні на два голоса. – Київ: Видання автора, 1918. – (З дарчим написом донці Насті).
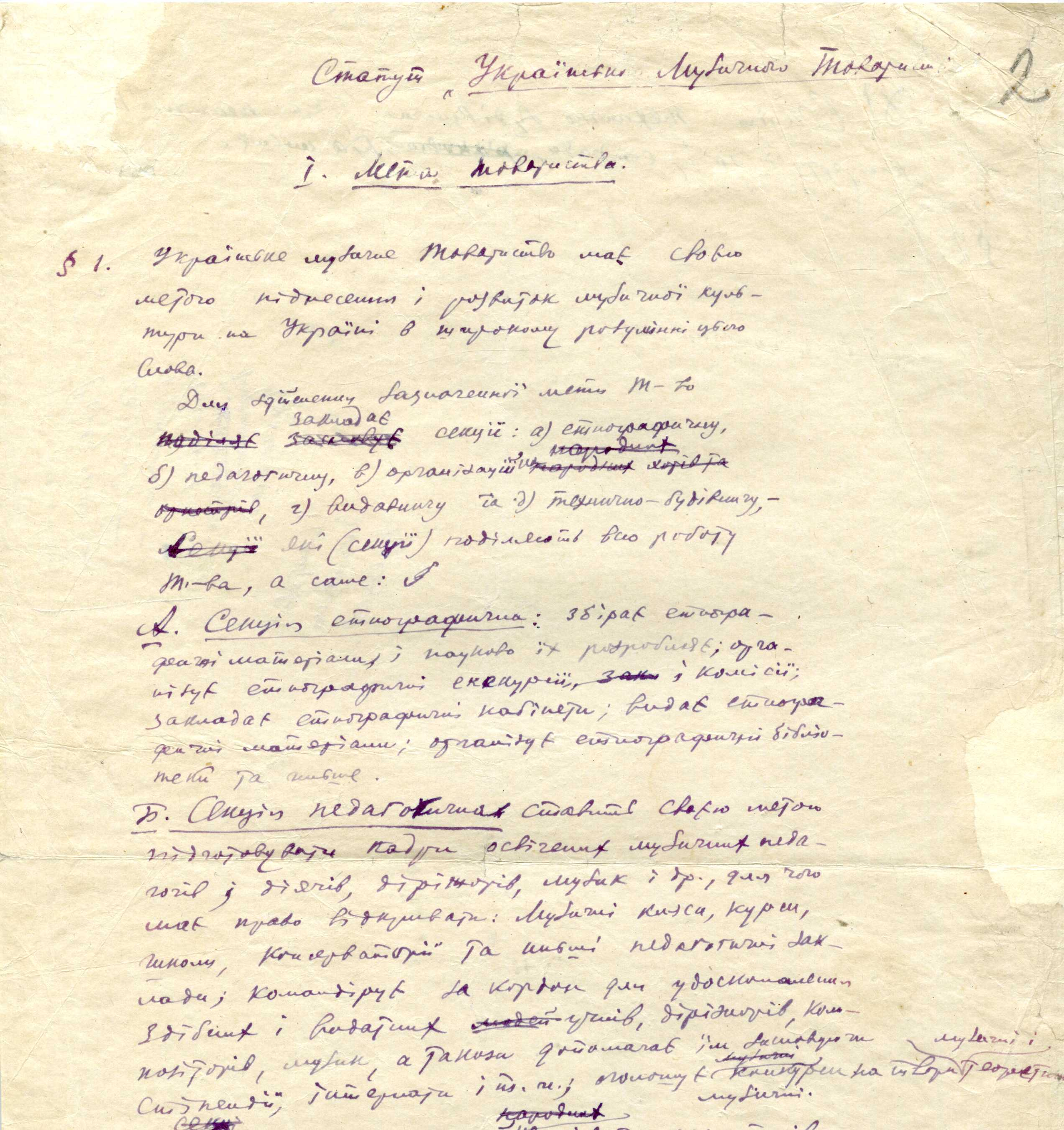
К. Г. Стеценко. Статут «Українського Музичного Товариства [імені Миколи Леонтовича]». Чорн. автограф. [1921].
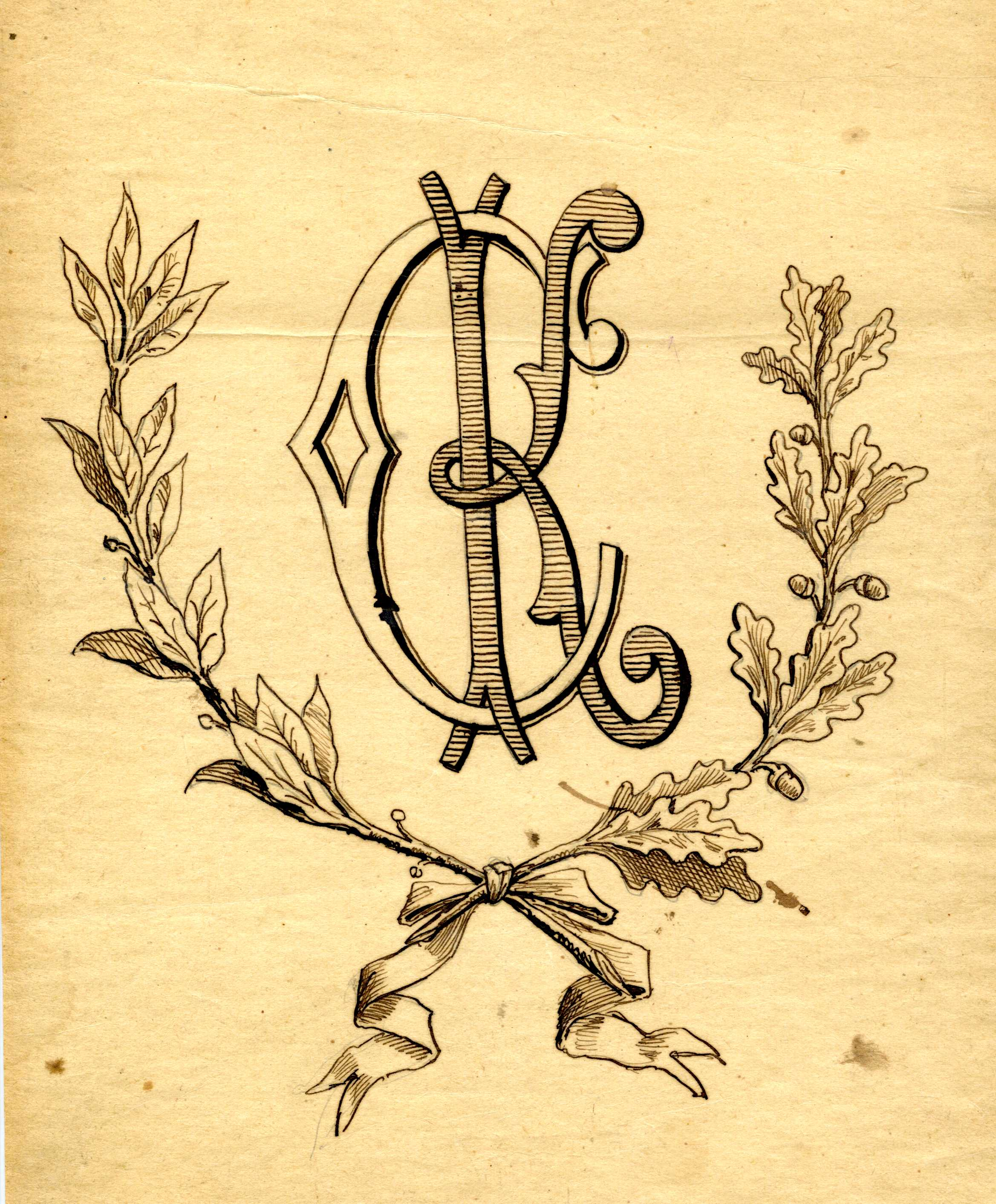
Монограма К. Г. Стеценка роботи невстановленого автора. Пап., олів., туш. Б/д[24].

## Вшанування пам'яті

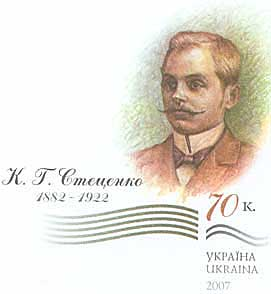
Поштова марка України, 2007

На батьківщині композитора в селі Квітки та у селі Веприк, де він похований, діють меморіальні музеї (див. Меморіальний музей К. Г. Стеценка у Квітках, Меморіальний музей К. Г. Стеценка у Веприку). У кількох містах України, у тому числі у Києві та Львові, його іменем названо вулиці.
22 грудня 2022 року на честь Кирила Стеценка названо провулок Жуковського у м. Черкаси